# Wojskowa Akademia Sztabu Generalnego Sił Zbrojnych ZSRR im. K.J. Woroszyłowa
Wojskowa Akademia Sztabu Generalnego Sił Zbrojnych ZSRR im. K.J. Woroszyłowa (ros. Военная академия Генерального штаба Вооружённых Сил СССР имени К. Е. Ворошилова), potocznie woroszyłówka lub woroszyłowka – radziecka uczelnia wojskowa, istniejąca w latach 1918–1992.

## Utworzenie Akademii
Po zwycięstwie rewolucji październikowej nowo powstałe państwo radzieckie prowadziło walkę o utrzymanie władzy, dotkliwie odczuwając brak wyszkolonego personelu dowodzenia. 7 października 1918 Rewolucyjna Rada Wojskowa ((ros.) Реввоенсовет) wydała rozkaz o utworzeniu Akademii Sztabu Generalnego Robotniczo-Chłopskiej Armii Czerwonej ((ros.) Академия Генерального штаба рабоче-крестьянской Красной Армии). Jej głównym celem miało być kształcenie specjalistów do pełnienia służby na stanowiskach sztabowych i dowódczych, którzy powinni otrzymać w czasie studiów także gruntowne wykształcenie ogólne. Szefem Akademii został mianowany absolwent Nikołajewskiej Akademii Sztabu Generalnego, doświadczony dowódca wojskowy, uczestnik wojny rosyjsko-japońskiej i I wojny światowej gen. por. Anton Klimowicz.
Uroczyste otwarcie akademii odbyło się w Moskwie 8 grudnia 1918, nawiązując tym samym do dnia otwarcia Nikołajewskiej Akademii w 1832. W ceremonii otwarcia brał udział przewodniczący Wszechzwiązkowego Centralnego Komitetu Wykonawczego J. Swierdłow, przewodniczący Rewolucyjnej Rady Wojskowej Republiki i ludowy komisarz do spraw Wojskowych i Marynarki Wojennej Lew Trocki, przedstawiciele organów partyjnych i państwowych, jak również Moskiewskiego Okręgu Wojskowego.
Realizacja planów nie była łatwa, ze względu na dotkliwy brak personelu dowódczego w Armii Czerwonej w lutym 1919, równolegle do głównego otworzono w Akademii kurs przyspieszony, po którym absolwenci byli kierowani bezpośrednio na front wojny domowej. W lipcu 1919 na front skierowano także szefa akademii A. Klimowicza.

## Akademia w okresie międzywojennym
W sierpniu 1919 szefem Akademii mianowano byłego gen. por. A. Sniesariewa, naukowca-orientalistę, absolwenta Akademii Sztabu Generalnego z 1899, w czasie I wojny światowej szefa sztabu i dowódcę jednostki, który wniósł wielki wkład w utworzenie Armii Czerwonej w czasie wojny domowej.
Jeśli za czasów A. Klimowicza formowano fundamenty organizacyjne Akademii, A. Sniesariew z kolei miał zapewnić status Akademii jako placówki szkoleniowej i naukowej w trudnych warunkach wojny domowej. Od jesieni 1919 krótkoterminowe kursy szkoleniowe zostały zastąpione przez system trzyletniego podstawowego kształcenia akademickiego. Aby ukończyć szkolenie, do akademii powróciła znaczna część słuchaczy wcześniej powołana do czynnej służby na froncie.
5 sierpnia 1921 Akademia Sztabu Generalnego RChACz rozkazem Wojskowej Rady Rewolucyjnej Republiki przemianowana została na Wojskową Akademię RChACz, jej szefem mianowano dowódcę Frontu Zachodniego M. Tuchaczewskiego. Nie była to tylko zmiana nazwy, zmieniły się znacząco zadania i program szkoleniowy oraz skład słuchaczy. Akademia zaczęła przygotowywać głównie kadry taktycznego szczebla dowodzenia. Na poziomie operacyjnym i strategicznym oraz w zakresie prac sztabowych najwyższego szczebla kształcono wyłącznie na utworzonych przy akademii Wojskowych Wyższych Kursach Akademickich wyższej kadry dowódczej ((ros.) ВВАК) w trybie szkolenia 9 miesięcznego.
Duży wpływ na rozwój tych kursów miał M. Frunze, który w latach 1924–1925 był szefem Wojskowej Akademii RChACz. Program szkolenia dla słuchaczy kursów miał na celu rozwiązywanie konkretnych problemów, pojawiających się na etapie reformy wojskowej, przywiązywano większą wagę do szkolenia praktycznego.
W 1931 w celu dalszej poprawy szkolenia operacyjnego wyższych kadr dowódczych zamiast kursów utworzono jednoroczny fakultet operacyjny. Jego absolwenci byli przeznaczeni do przejęcia stanowisk operacyjnych korpusów, armii, frontów i Sztabu RChACz. Jednakże w 1936 nie było już możliwe sprostanie rosnącym potrzebom armii w zakresie odpowiednich kwalifikacji, w związku z czym postanowiono utworzyć Akademię Sztabu Generalnego RChACz.
1 listopada 1936 odbyło się uroczyste otwarcie akademii, kolejne (chociaż nie wydano aktu normatywnego o zamknięciu poprzednich). Sformowano dwa fakultety: podstawowy i historii wojskowości, ponadto pierwszy raz w historii akademii Sztabu Generalnego rozpoczęto studia dla kadr Marynarki Wojennej, tworząc w tym celu oddział marynarki wojennej ((ros.) военно-морское отделение).
Od 1936 do 1941 akademię opuściło 5 roczników, które dały siłom zbrojnym ponad 800 wysokokwalifikowanych dowódców i pracowników sztabowych najwyższych szczebli dowodzenia i kierowania. Naukowcy akademii opracowali i opublikowali ponad 100 prac, podręczników i instrukcji.
Od 3 lutego 1941 akademia otrzymała nazwę Wojskowa Akademia Sztabu Generalnego RChACz im. K.J. Woroszyłowa.

## Powstanie Wojskowej Akademii Sztabu Generalnego Sił Zbrojnych Federacji Rosyjskiej
Po upadku ZSRR akademię przekształcono w Wojskową Akademię Sztabu Generalnego Sił Zbrojnych Federacji Rosyjskiej. Zachowała status wiodącego wojskowego ośrodka szkoleniowo-badawczego Federacji Rosyjskiej, w dalszym ciągu przygotowywała wysoko kwalifikowane kadry dla potrzeb sił zbrojnych, innych ministerstw i urzędów Federacji, jak również dla armii innych państw. Naukowcy akademii brali udział w opracowywaniu współczesnej doktryny wojskowej Federacji, nowych ustaw i regulacji prawnych sił zbrojnych na czas pokoju i wojny, rozwiązywali problemy związane z bezpieczeństwem postradzieckim itp.

## Szefowie (komendanci) Akademii
- gen. mjr Anton Klimowicz (ros. Антон Карлович Климович): październik 1918 – lipiec 1919;
- gen. por. Andriej Sniesariew (ros. Андрей Евгеньевич Снесарев):sierpień 1919 – lipiec 1921;
- komdiw Dmitrij Kuczyński (ros. Дмитрий Александрович Кучинский): kwiecień 1936 – wrzesień 1937;
- gen. por. Iwan Szlomin (ros. Иван Тимофеевич Шлёмин): październik 1937 – lipiec 1940;
- gen. płk Fiodor Kuzniecow (ros. Фёдор Исидорович Кузнецов): lipiec – sierpień 1940 i marzec 1942 – czerwiec 1943;
- gen. por. Wasilij Mordwinow (ros. Василий Константинович Мордвинов): pełniący obowiązki sierpień 1940 – sierpień 1941, pełniący obowiązki marzec – sierpień 1945;
- gen. por. Jewgienij Szyłowski (ros. Евгений Александрович Шиловский): pełniący obowiązki sierpień 1941 – kwiecień 1942;
- marsz. Zw. Radz. Borys Szaposznikow (ros. Борис Михайлович Шапошников): czerwiec 1943 – marzec 1945;
- marsz. Zw. Radz. Matwiej Zacharow (ros. Матвей Васильевич Захаров): październik 1945 – kwiecień 1949, marzec 1963 – listopad 1964;
- gen. armii Władimir Kurasow (ros. Владимир Васильевич Курасов): kwiecień 1949 – czerwiec 1956, grudzień 1961 – marzec 1963;
- marsz. Zw. Radz. Iwan Bagramian (ros. Иван Христофорович Баграмян): czerwiec 1956 – czerwiec 1958;
- gen. armii German Małandin (ros. Герман Капитонович Маландин): czerwiec 1958 – grudzień 1961;
- gen. armii Aleksiej Radzijewski (ros. Алексей Иванович Радзиевский): pełniący obowiązki listopad 1964 – marzec 1965;
- gen. armii Władimir Iwanow (ros. Владимир Дмитриевич Иванов): marzec 1965 – kwiecień 1968;
- gen. armii Siemion Iwanow (ros. Семен Павлович Иванов): kwiecień 1968 – luty 1973;
- gen. armii Iwan Szawrow (ros. Иван Егорович Шавров): luty 1973 – sierpień 1978;
- gen. armii Michaił Kozłow (ros. Михаил Михайлович Козлов): luty 1979 – wrzesień 1986;
- gen. armii Grigorij Sałmanow (ros. Григорий Иванович Салмонов): wrzesień 1986 – sierpień 1989;
- * gen. armii Igor Rodionow (ros. Игорь Николаевич Родионов): sierpień 1989 – 1992 (rozpad ZSRR), dalej w Federacji Rosyjskiej do lipca 1996;.